# La presó de Lleida
La presó de Lleida és una cançó tradicional catalana.

## Característiques

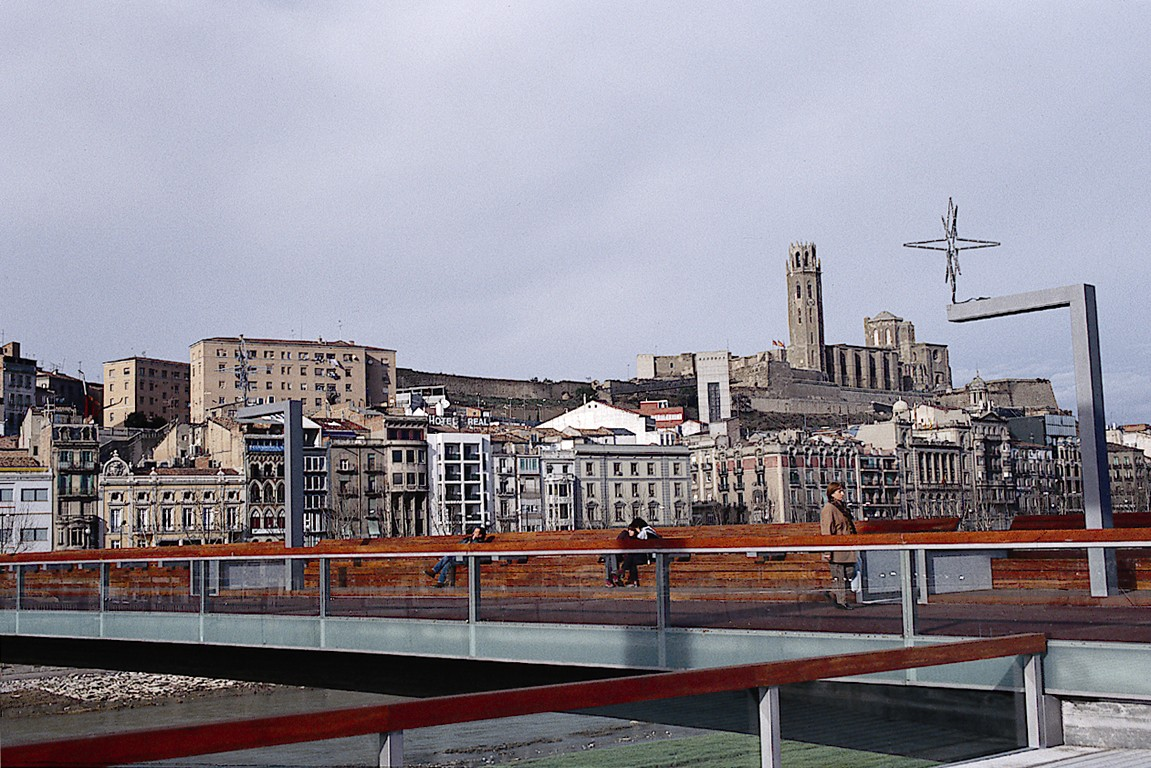
Vista panoràmica de la ciutat de Lleida

La presó de Lleida és una típica cançó d'inspiració medieval, repetitiva en l'estructura, en compàs de 3 per 4 i amb una lletra de llargada considerable. El dramatisme del seu tema, la inspiració de la melodia, trista i melangiosa, en mode menor i sense sensible fan que sigui considerada una de les cançons catalanes tradicionals més emotives.
Com passa sovint en la música tradicional, hi ha moltes variants d'aquesta cançó. Tot i que la majoria situen la història a Lleida, n'hi ha que la situen a Tortosa, Les versions recollides a les illes Balears la situen a Nàpols i les del País Valencià a Tibi. Segons el floklorista Aureli Capmany, es troben variants de la cançó al nord d'Itàlia i també a Provença i a altres zones de França.

## Versions modernes
Es poden trobar arranjaments per a veu i piano, harmonitzacions per a cor, i fins i tot hi ha un poema simfònic per a dues cobles compost per Joaquim Serra a partir de la melodia de la cançó.
Un dels primers enregistraments de La presó de Lleida és la de Josep Maria Espinàs. També Joan Manuel Serrat en feu una versió l'any 1967. Posteriorment ha estat enregistrada i interpretada per grups de folk catalans i estrangers, sovint amb la història escurçada. La presó de Lleida també ha estat enregistrada per Xavier Baró al disc La cançó de l'udol, l'any 1998.
El 2015, Aranjazza va enregistrar el disc Carabassejant (Quadrant Records), on hi apareix una versió instrumental en jazz llatí. L'any 2018, Roba Estesa en va incloure al seu disc Desglaç una versió, adaptada per Marina Rossell, com a un cant a la lluita feminista: «una lluita que ve de fa molt de temps, d'un govern feixista i franquista; la república serà feminista o no serà».